# Рудалёв, Андрей Геннадьевич
Андрей Геннадьевич Рудалёв (род. 10 июня 1975, гор. Северодвинск Архангельской области) — российский литератор, литературный критик и публицист, журналист. Лауреат литературной премии «Эврика!» (2006).
Лауреат общероссийской литературной премии имени Фёдора Абрамова «Чистая книга» в номинации «Литературная критика». В Союзе писателей с 2011 года. Главный редактор ИА «Беломорканал». В 2007 году Захар Прилепин высказывался, что Андрея Рудалёва считают одним из ведущих молодых критиков России.

## Биография
Родился, вырос и долгое время жил в Северодвинске, позже переехал в Архангельск. 
Окончил филологический факультет Поморского государственного университета (1997), занимался медиевистикой, диплом — «Символика „пути“ в средневековой гимнографии 11 века»; работал затем там же на кафедре литературы.
Ныне трудится редактором информагентства «Беломорканал», член Ассоциации независимых СМИ «Вольное дело». Участник форумов молодых писателей в Липках.
По мнению Захара Прилепина, Андрей Рудалёв является «одной из ключевых фигур молодой литературы». Рудалёва называют «главным литературным критиком „нового реализма“». Он состоял в жюри первой Общероссийской литературной премии «Дальний Восток» им. В. К. Арсеньева. Писатель и публицист, литературный критик Дмитрий Чёрный называл Рудалёва: «Один из пророков (а может, и единственный верный) Прилепина».
Автор литературно-критических, публицистических статей, рецензий.
Публиковался в журналах «Вопросы литературы», «Дружба народов», «Октябрь», «Москва», «Континент», «Наш современник», «Урал», «Двина» (г. Архангельск), «Север» (г. Петрозаводск), «День и ночь» (Красноярск), «Аврора» (Санкт-Петербург), сборнике «Новые писатели» (выпуск второй, г. Москва), газетах «Литературная Россия», «Литературная газета», «Завтра», День литературы" «Экслибрис НГ».
С апреля 2018 г. — колумнист русскоязычного сайта «RT».
В 2022 году подписал письмо в поддержку российского военного вторжения на Украину.

## Книги
Автор вышедшей в 2018 году в издательстве «Молодая гвардия» книги «4 выстрела. Писатели нового тысячелетия» (её героями стали Захар Прилепин, Сергей Шаргунов, Роман Сенчин и Герман Садулаев).
В 2022 году вышла книга «Время распада» («речь в ней идёт о перестройке, она охватывает 1985—1991 годы. Это разговор о книгах, публицистических статьях, высказываниях того времени»).
- «Письмена нового века» — 2017, «Ridero»
- «4 выстрела. Писатели нового тысячелетия: Захар Прилепин, Сергей Шаргунов, Роман Сенчин, Герман Садулаев» — 2018, Москва: «Молодая гвардия».
- «Время распада» — 2022, Москва: «Наша молодёжь».

## Цитаты
- …Создается примитивная идеологическая трактовка истории, работающая по принципу замещения. Например, жила-была процветающая царская Россия. Но тут в нее высадился десант большевистских бесов, который на иностранные деньги по злоумышлению инициировал смуту и резню. Покатилось «красное колесо»…